# کربوکسی‌پپتیداز

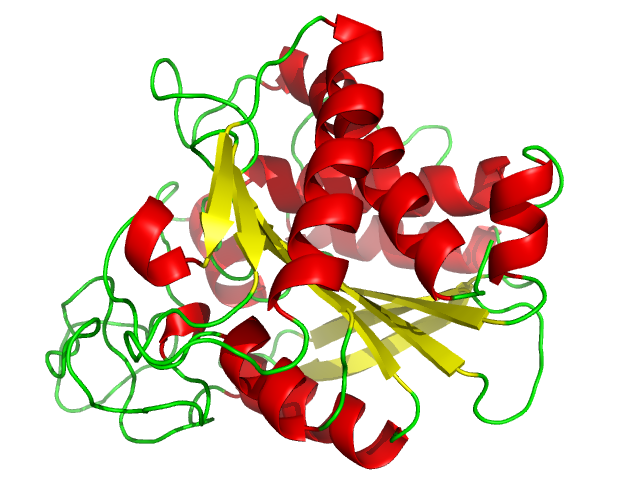
کربوکسی‌پپتیداز A؛ در لوزالمعده گاویان

کربوکسی‌پپتیداز (انگلیسی: Carboxypeptidase) یک آنزیم پروتئاز است که سبب شکافته‌شدن و هیدرولیز پیوند پپتیدی در ریشهٔ کربوکسی یک پروتئین یا پپتید می‌شود. این برخلاف عملکرد آمینوپپتیداز است که پیوندهای پپتیدی را در ریشهٔ آمیدی پروتئین‌ها می‌شکند. انسان، حیوانات و گیاهان هر یک چندین نوع آنزیم کربوکسی‌پپتیداز دارند که طیف گسترده‌ای از وظایف نظیر سوخت‌وساز و بلوغ پروتئین را به عهده دارند.

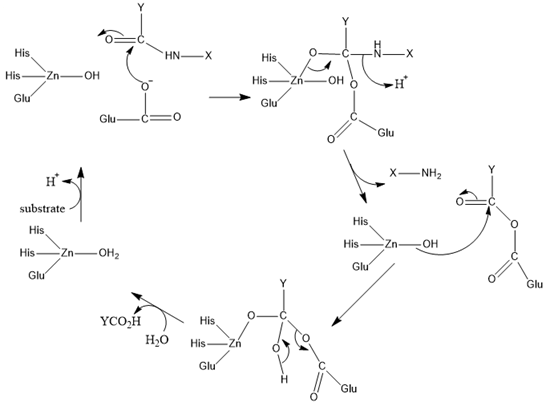

## عملکرد
نخستین کربوکسی‌پپتیدازهایی که مورد مطالعه واقع شدند، آنهایی بودند که در هضم غذا (کربوکسی‌پپتیداز A1 و A2 و B لوزالمعده‌ای) مورد استفاده واقع می‌شوند. با این حال، بیشتر کربوکسی‌پپتیدازهای شناخته‌شده در کاتابولیسم نقشی ندارند؛ بلکه در بلوغ پروتئین‌ها (مثلاً پیرایش پساترجمه‌ای) یا تنظیم فرایندهای زیستی نقش دارند. به عنوان مثال، ساخته‌شدن پپتیدهای نوروآندوکرین نظیر انسولین نیازمند یک کربوکسی‌پپتیداز است. این آنزیم‌ها همچنین در انعقاد خون، تولیدِ فاکتور رشد، بهبود زخم، تولید مثل و فرایندهای دیگر نقش دارند.